# Balatonfőkajár
Balatonfőkajár là một thị trấn thuộc hạt Veszprém, Hungary. Thị trấn này có diện tích 21,92 km², dân số năm 2010 là 1337 người, mật độ 61 người/km².